# ناحیه راک کریک لیما، شهرستان کرول، ایلینوی
ناحیه راک کریک لیما، شهرستان کرول، ایلینوی (به انگلیسی: Rock Creek–Lima Township) یک منطقهٔ مسکونی در ایالات متحده آمریکا است که در شهرستان کرول، ایلینوی واقع شده‌است. ناحیه راک کریک لیما ۱٬۹۷۶ نفر جمعیت دارد و ۲۶۰ متر بالاتر از سطح دریا واقع شده‌است.